# Lemno
Lemno (in greco Λήμνος?, Limnos) è un'isola greca localizzata nella parte settentrionale del Mar Egeo. Ha un'estensione di 476 km², e ha 17 000 abitanti. È in gran parte collinosa con qualche fertile valletta. Il centro più importante è Mirina sulla costa occidentale con un ottimo porto naturale. Un centro di minore importanza è Mudro. 
L'isola è un'importante base militare in virtù della sua posizione poco lontana dagli stretti del mar di Marmara.
Da un punto di vista amministrativo, Lemno appartiene alla periferica dell'Egeo Settentrionale (unità periferica di Lemno)

## Storia
Secondo Omero i primi abitanti dell'isola furono i Sintii, popolazione della Tracia a cui sarebbero seguiti i Tirreni, identificati dai Greci come i progenitori degli Etruschi. Nel VI secolo a.C. divenne possedimento ateniese grazie a Milziade che l'espugnò. I coloni ateniesi di Lemno commissionarono a Fidia la famosa statua di Atena Lemnia per porla sull'acropoli di Atene. A questi seguirono i Macedoni, i Romani e quindi i Bizantini.
Dopo la quarta crociata, i bizantini persero il dominio dell'isola, che passò nelle mani dei veneziani, in particolare nelle mani della prestigiosa famiglia Foscari. Per un secolo i bizantini riuscirono nuovamente a riprendere il dominio dell'isola, ma poi passò prima nelle mani dei genovesi e poi, nel 1479, fu conquistata dagli ottomani, che ne furono i padroni fino al 1913, anno in cui passò sotto il dominio dei greci.
Nel 1915 l'isola fu base di un tentativo di sbarco alleato sulla costa europea dell'Impero ottomano; la spedizione si concluse ben presto in un disastro con l'enorme sacrificio dei soldati australiani e neozelandesi (A.N.Z.A.C.). È ancora riconoscibile e ben conservata la grande villa dove allora abitò Winston Churchill, giovane Primo Lord dell'Ammiragliato.

## Mirina, il capoluogo
Mirina è un piccolo borgo assai pittoresco con un porto naturale dominato da un promontorio collegato con la terraferma da un breve istmo. Sul promontorio si trovano i ruderi dell'antico castro bizantino, della fortezza costruita dai veneziani nel XIII secolo, quindi delle difese turche che vennero distrutte nel 1770 dalla flotta russa che assediava l'isola allora sotto dominio ottomano.
Mirina (o Myrina) ha un piccolo ma interessante museo archeologico dove sono raccolti i reperti di scavi di Poliochni, Kaveirio Efestia e Koukonisile.

## Scavi archeologici

### Poliochni
Poliochni è un sito archeologico sulla costa orientale di Lemno, scoperto dalla Scuola Archeologica Italiana di Atene nel 1930. Gli scavi furono effettuati in due fasi: dal 1930 al 1936 e dal 1951 al 1956. Nel 1994 si procedeva a restaurare le mura di cinta. Il nucleo originale dell'abitato era costituito da capanne dalla inconsueta forma ellittica. Al villaggio si sostituì per gradi una piccola città protetta da mura anche dal versante marino. Fu costruito un edificio pubblico, il cosiddetto Bouleuterion, dalle funzioni ancora ignote, e un deposito di grano. All'ultima fase della vita della città risale la scoperta del cosiddetto Tesoro di Poliochni, simile al tesoro di Priamo scoperto a Troia.

### Kaminia

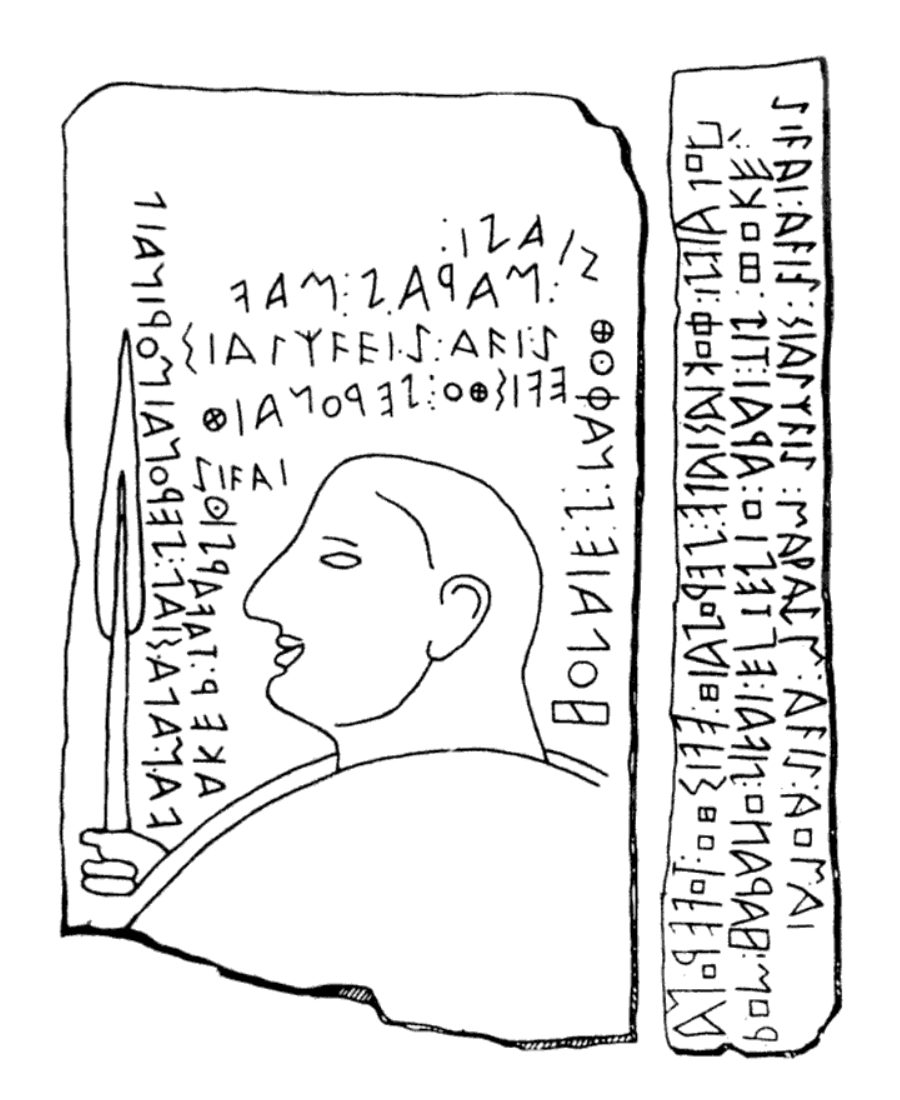
Riproduzione grafica della stele di Lemno.

Nella parte sud est di Lemno, in località Kaminia, incorporata nella colonna di una chiesa, fu trovata una stele con una doppia epigrafe che fu portata in seguito al museo archeologico di Atene. Il linguaggio usato, denominato lingua lemnia, scritto con l'ausilio di caratteri greci, rivelò affinità con quello degli Etruschi.

### Efestia
L'antica città di Efestia rappresenta era un tempo la capitale dell'isola (dall'VIII al VI secolo a.C.), di cui rimangono solo le rovine.
Fu chiamata così in onore di Efesto, dio greco della metallurgia, il cui culto era mantenuto sull'isola. 
Il teatro greco risale alla fine del V e all'inizio del IV secolo a.C.. È stato ricostruito dal 2000 al 2004 e nel 2010 è stato rappresentato il primo spettacolo teatrale (Edipo Re di Sofocle) dopo 2.500 anni. Il teatro ha una capacità di 200 persone nell'area principale e di altre 1.000 all'esterno.

## Mitologia
L'isola di Lemno viene descritta nelle avventure degli Argonauti, gli eroi leggendari della spedizione per il recupero del vello d'oro. Lemno rappresentò la prima tappa e la prima vicenda della loro avventura. Si trattava di un'isola abitata da sole donne: tutti gli uomini, infatti, erano stati sterminati dalle loro donne, come conseguenza di una punizione proveniente da Afrodite, offesa dalla trascuratezza in cui versava il suo culto. Le Lemniadi furono anche condannate dalla dea a trasudare un cattivo odore dalla pelle che le rendeva inavvicinabili.
Le donne del luogo, mosse dall'intenzione di ricreare la stirpe, si unirono agli eroi inconsapevoli di quanto accaduto. La regina Ipsipile, innamoratasi di Giasone, si unì a lui generando i gemelli Euneo (o Eveno) e Nebrofono (o Toante).
In futuro toccherà proprio al figlio di Giasone, Euneo, il compito di prendere il comando sull'isola e purificarla dalle colpe delle genitrici.
Sull'isola di Lemno è anche ambientata la tragedia sofoclea Filottete, che tratta di un mito riguardante l'omonimo eroe, abbandonato sull'isola durante la celeberrima Guerra di Troia.

## Allevamento di ovini
È praticato l'allevamento di ovini. Il metodo tradizionale di allevamento degli animali è basato sulle tipiche aree recintate denominate «mantres», in cui gli animali sono tenuti vicino ai pascoli. L’uso di questa forma tradizionale di ricovero («mantres») consente l’accesso diretto ai pascoli circostanti.
Le pratiche tradizionali degli allevatori influiscono sulle caratteristiche del prodotto «Arnaki Limnou», ovvero «Agnello di Lemno». In particolare lo svezzamento tardivo degli agnelli (a circa 60 giorni) contribuisce alla crescita di agnelli sani con un deposito sufficiente di grasso corporeo. Inoltre la gestione delle greggi secondo il tradizionale sistema di allevamento in aree recintate consente agli ovini di non percorrere lunghe distanze per trovare cibo, in quanto i pascoli sono vicini alle aree recintate e le distanze nelle isole sono ridotte. Pertanto gli animali sono sottoposti a uno stress limitato e sono quindi in grado di accumulare una quantità considerevolmente superiore di grasso intramuscolare rispetto ad altri animali simili, sviluppando un’abbondante massa muscolare.

## Principali spiagge di Limnos

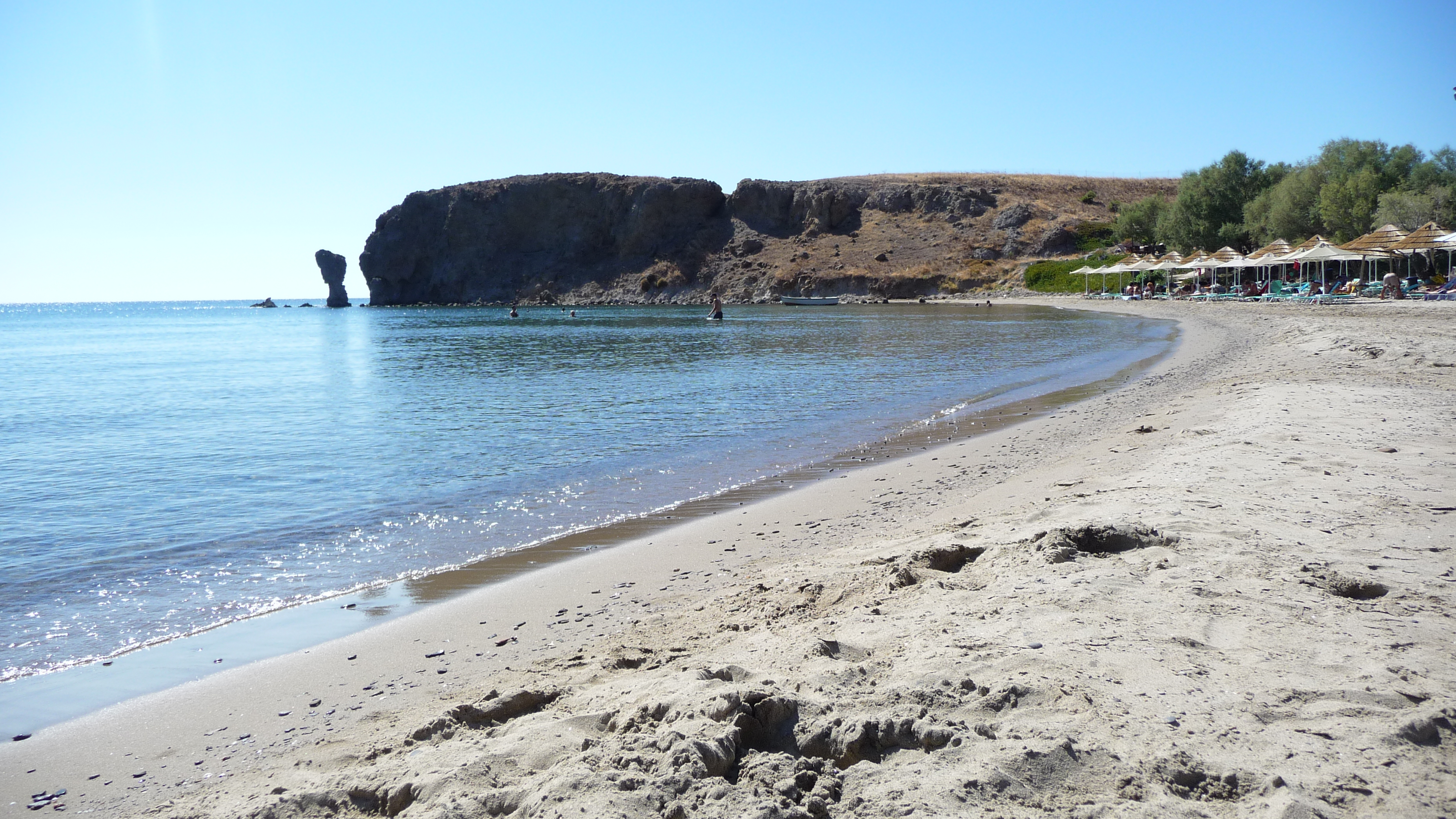
Agios Giannis
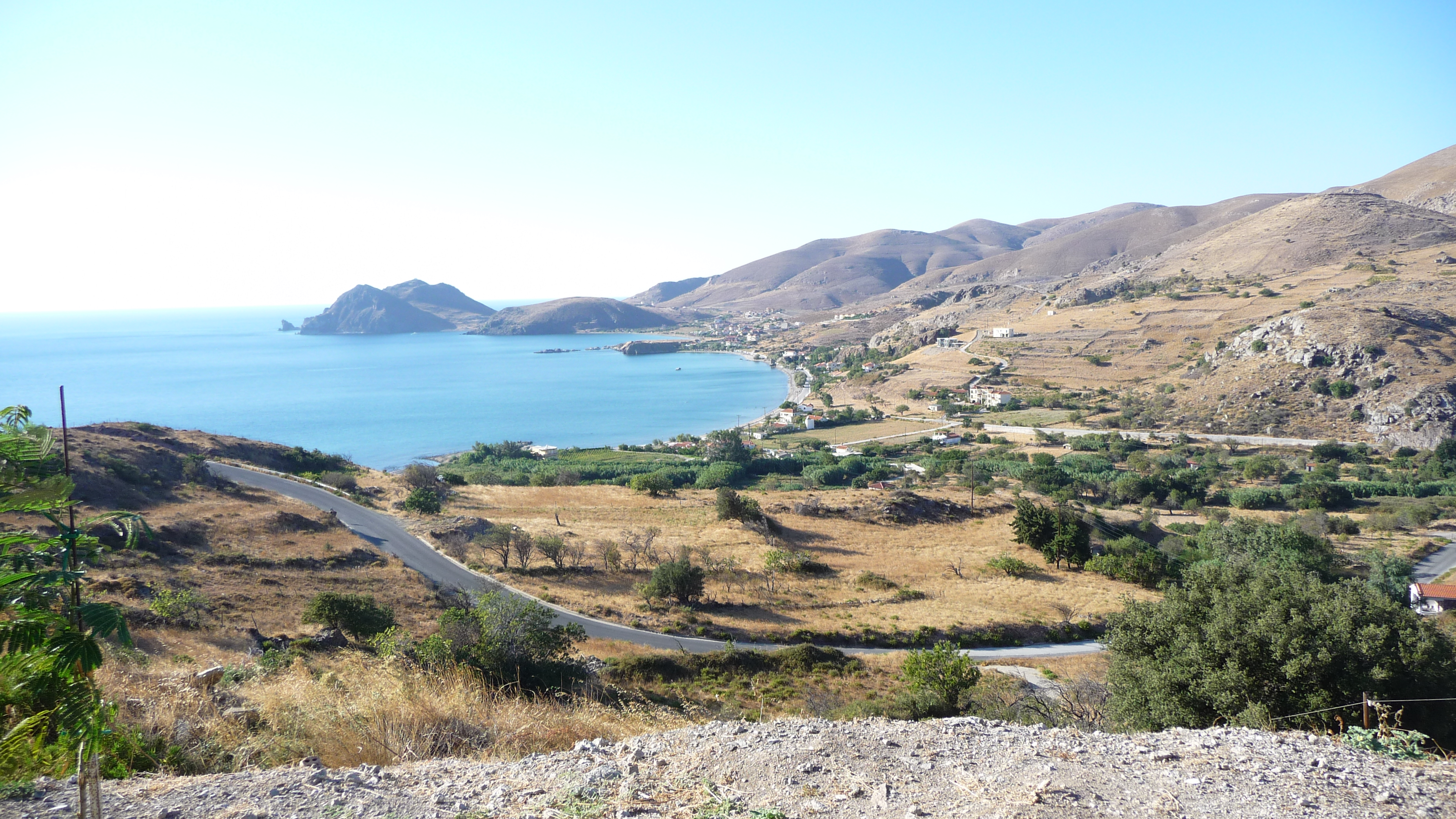
Avlonas
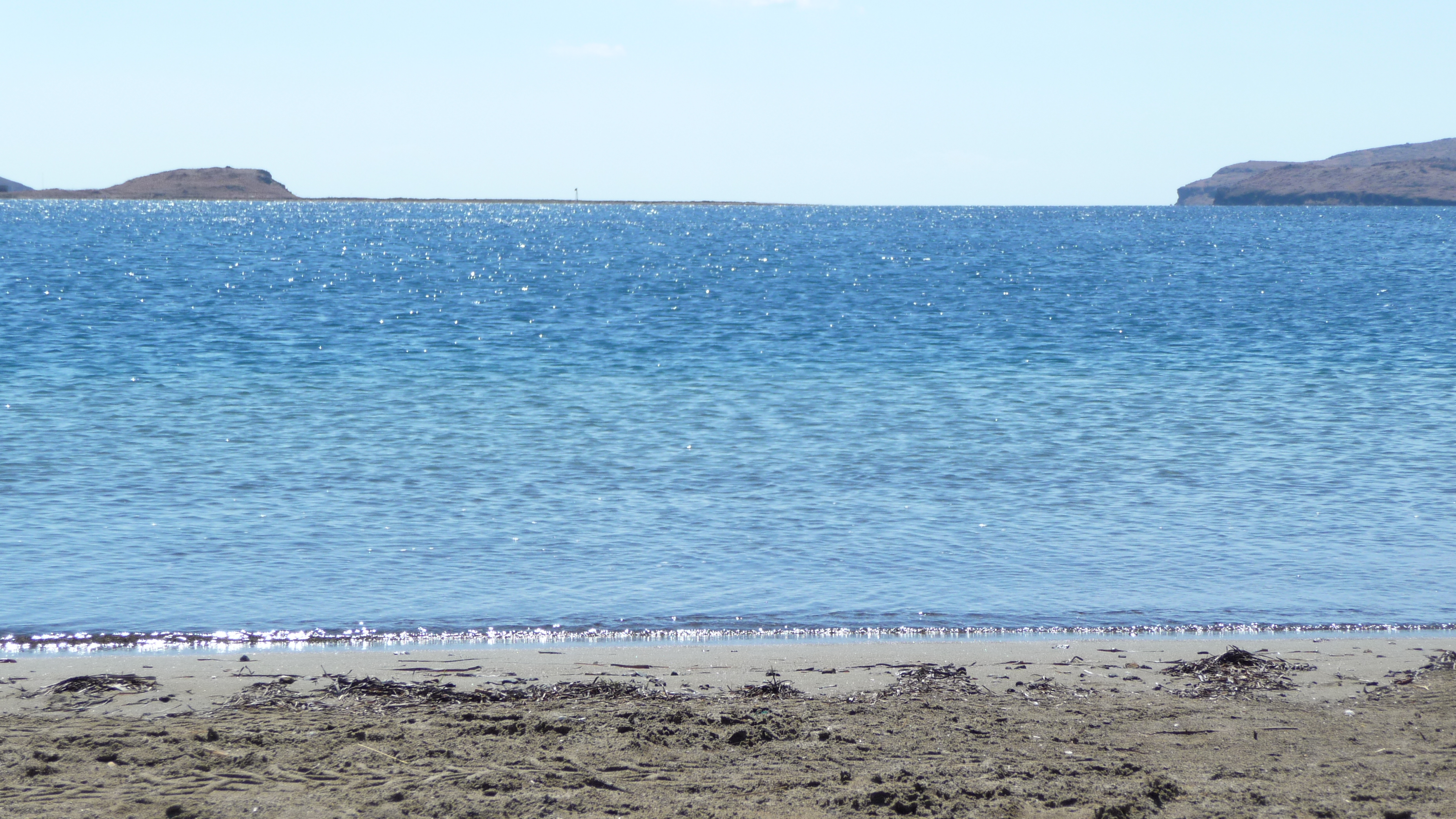
Evgatis
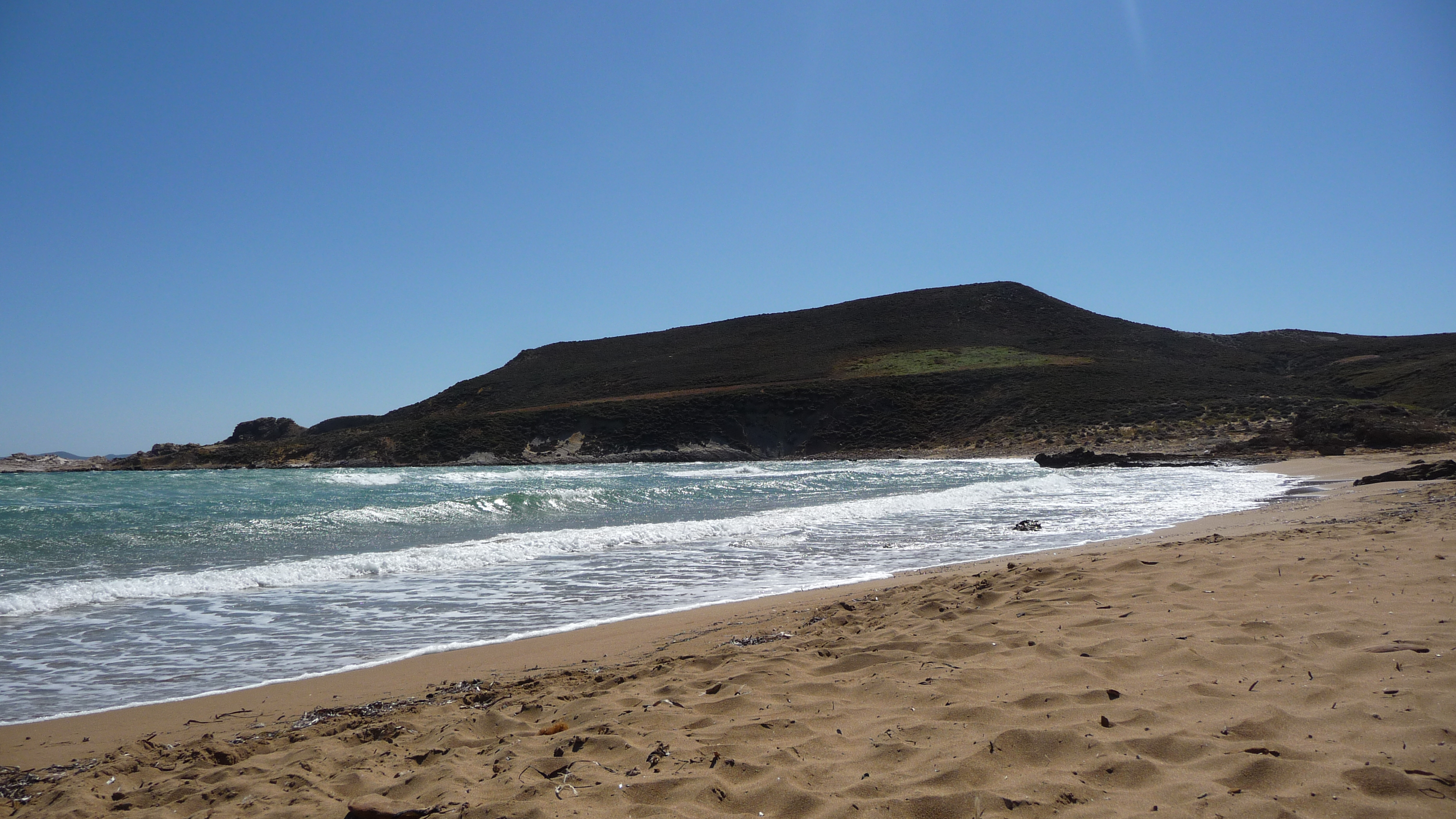
Falacro
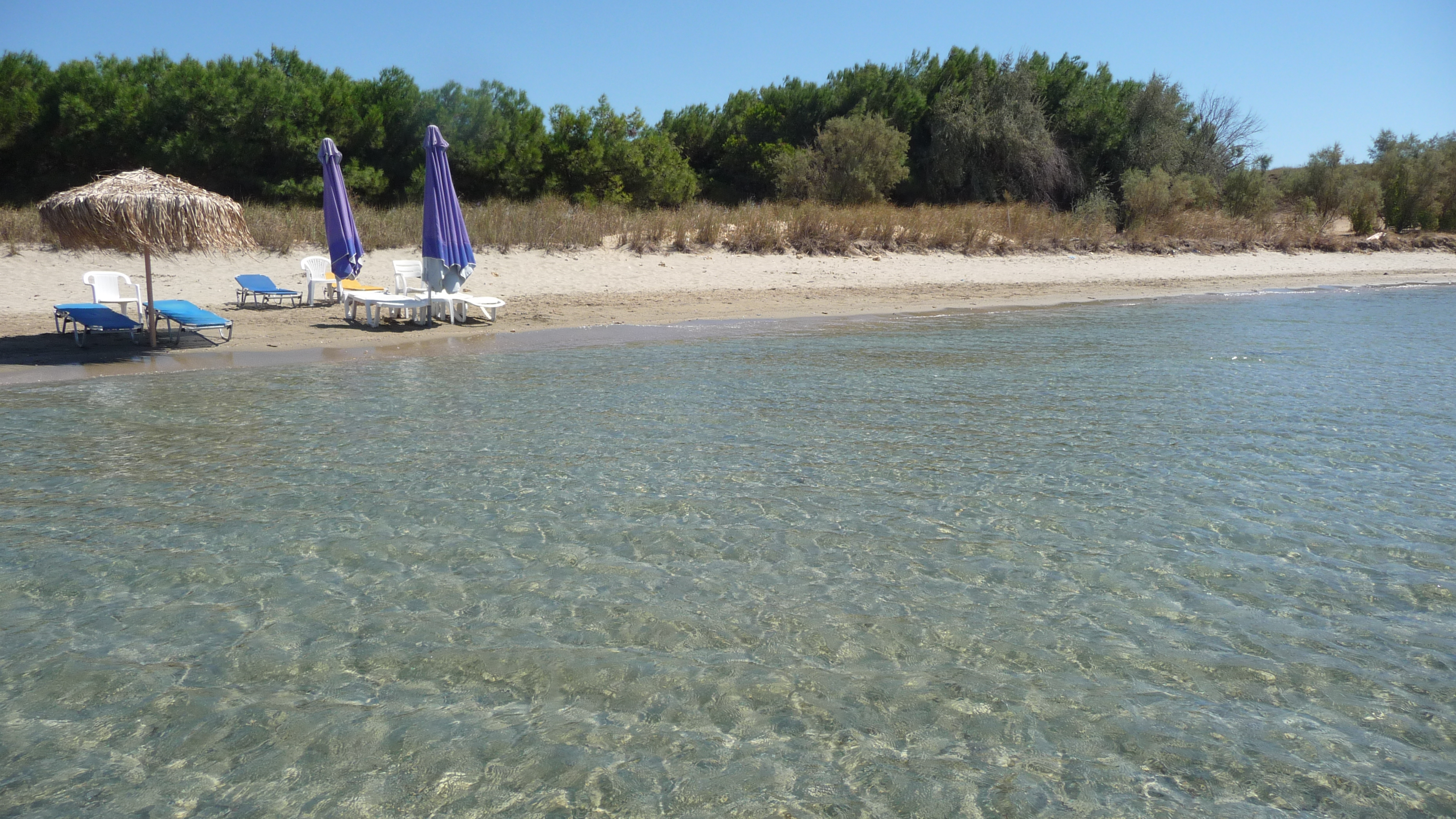
Fanaraki
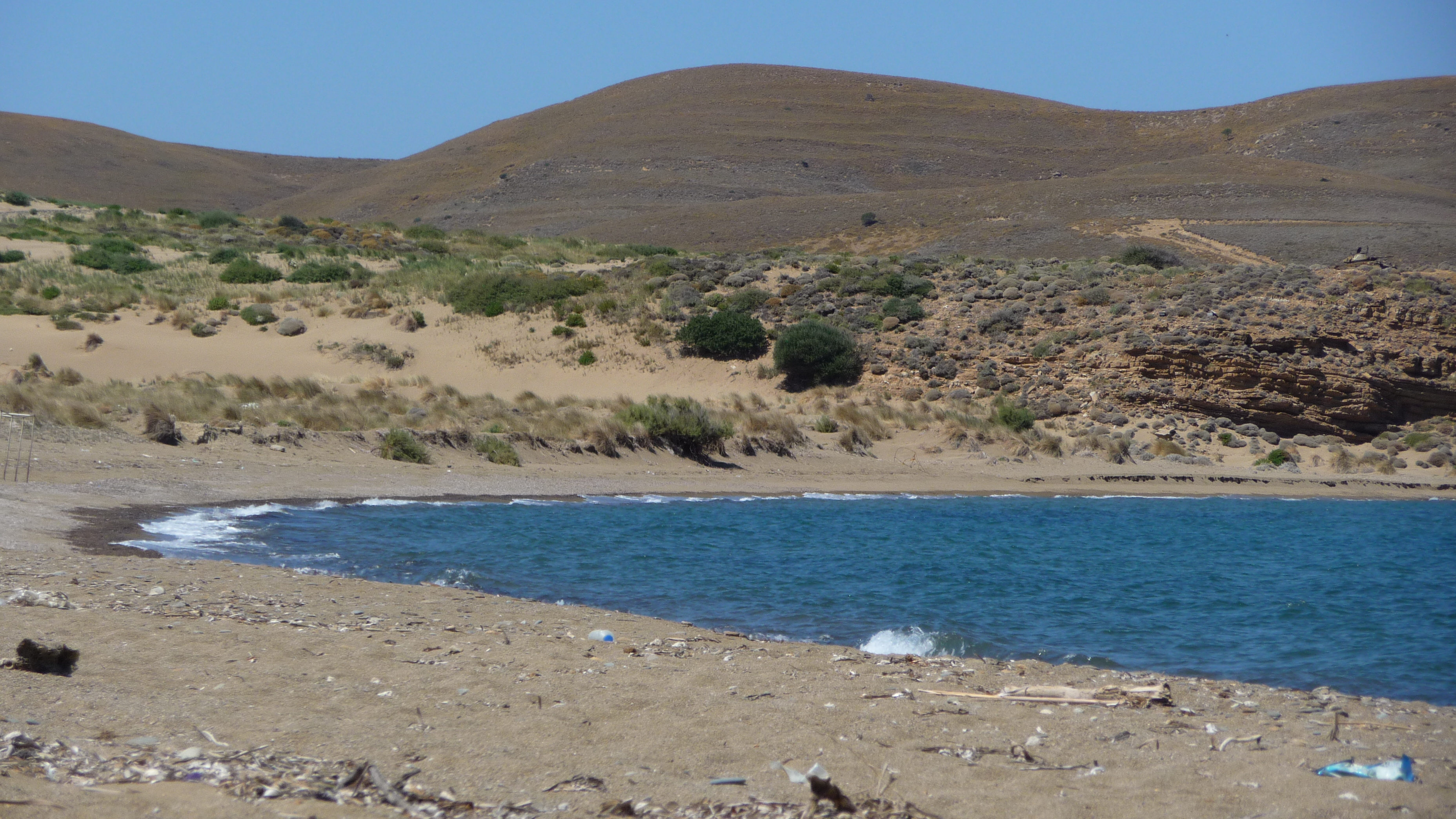
Gomati
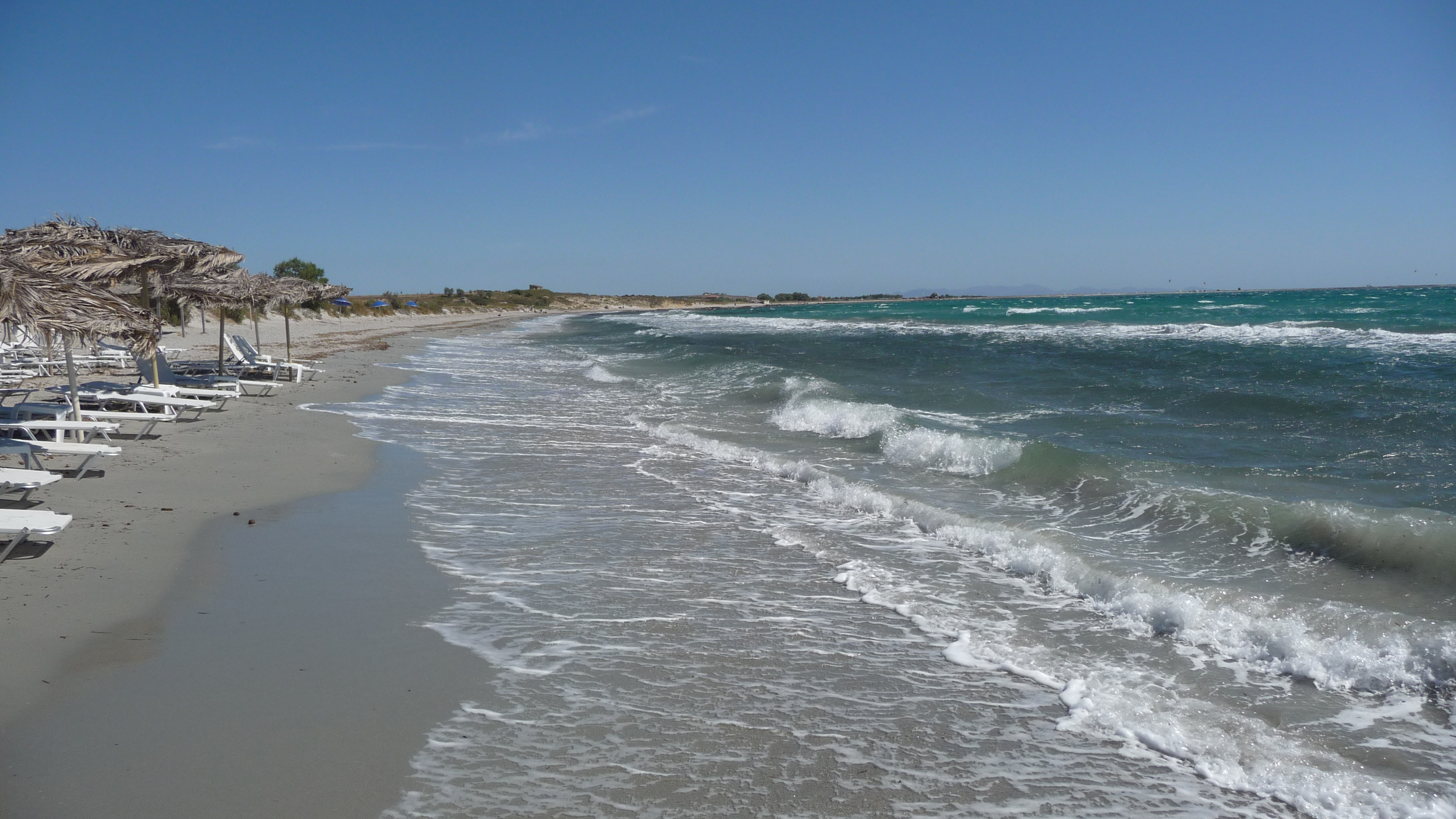
Keros
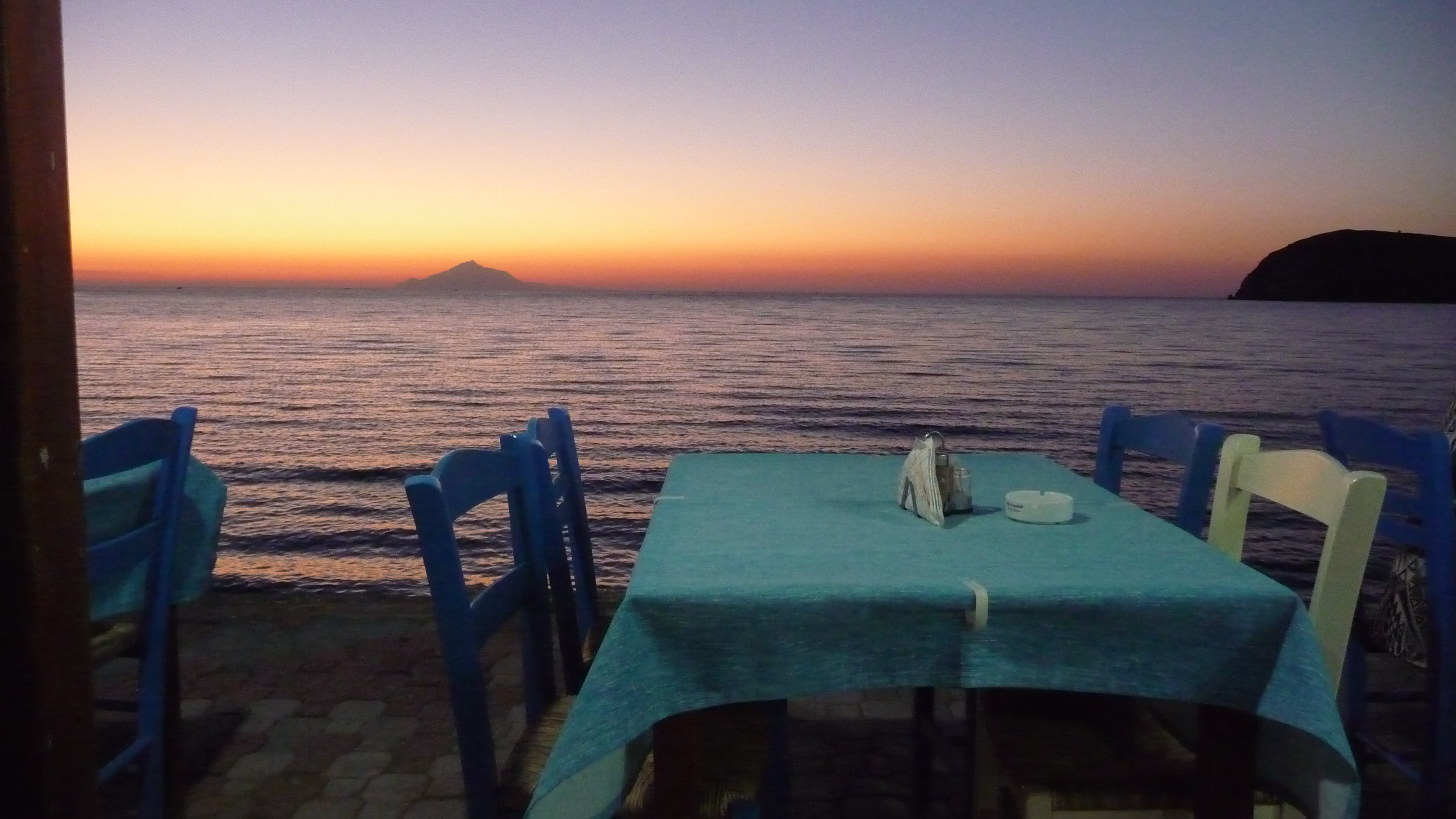
Mirina
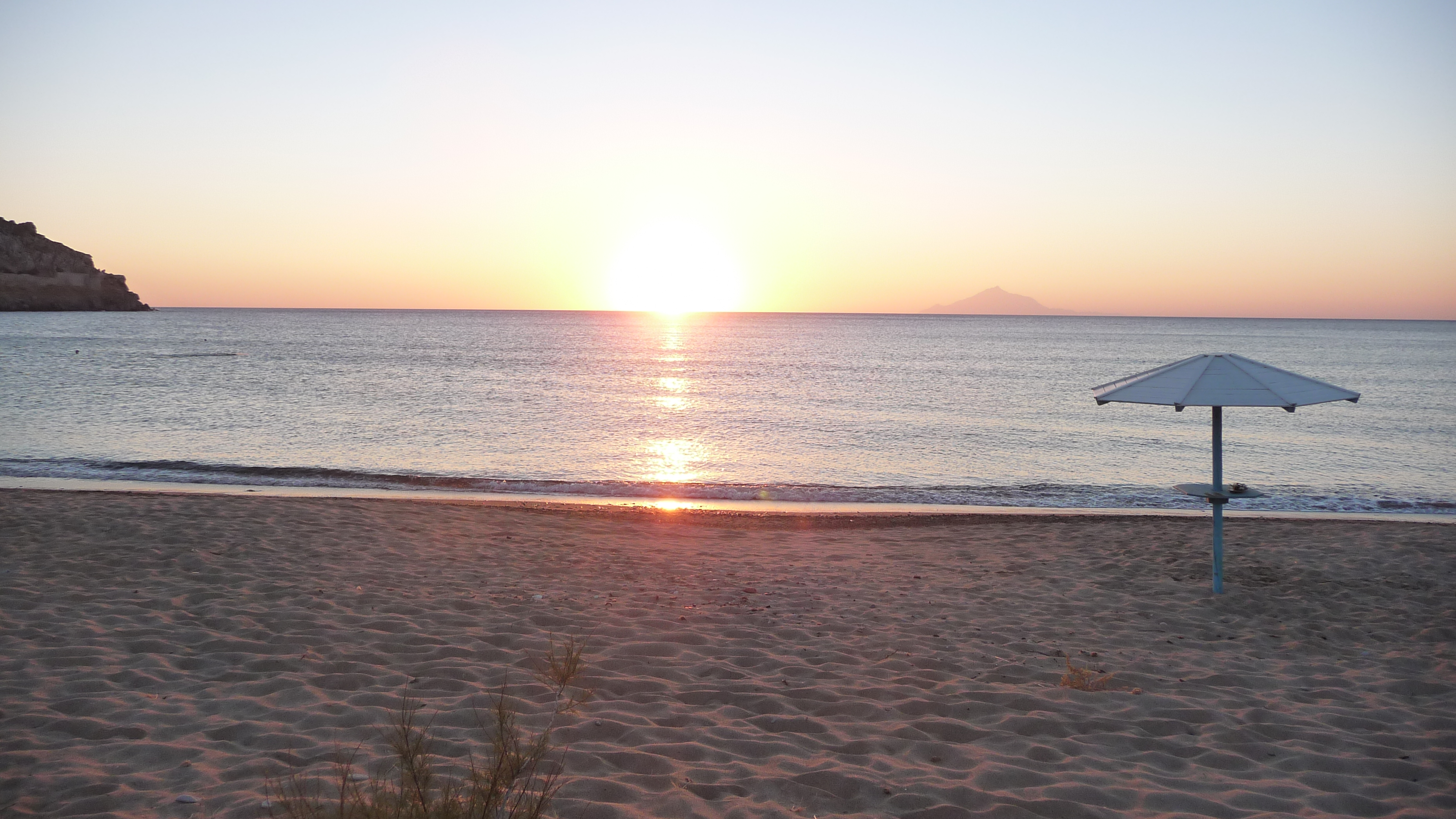
Mirina
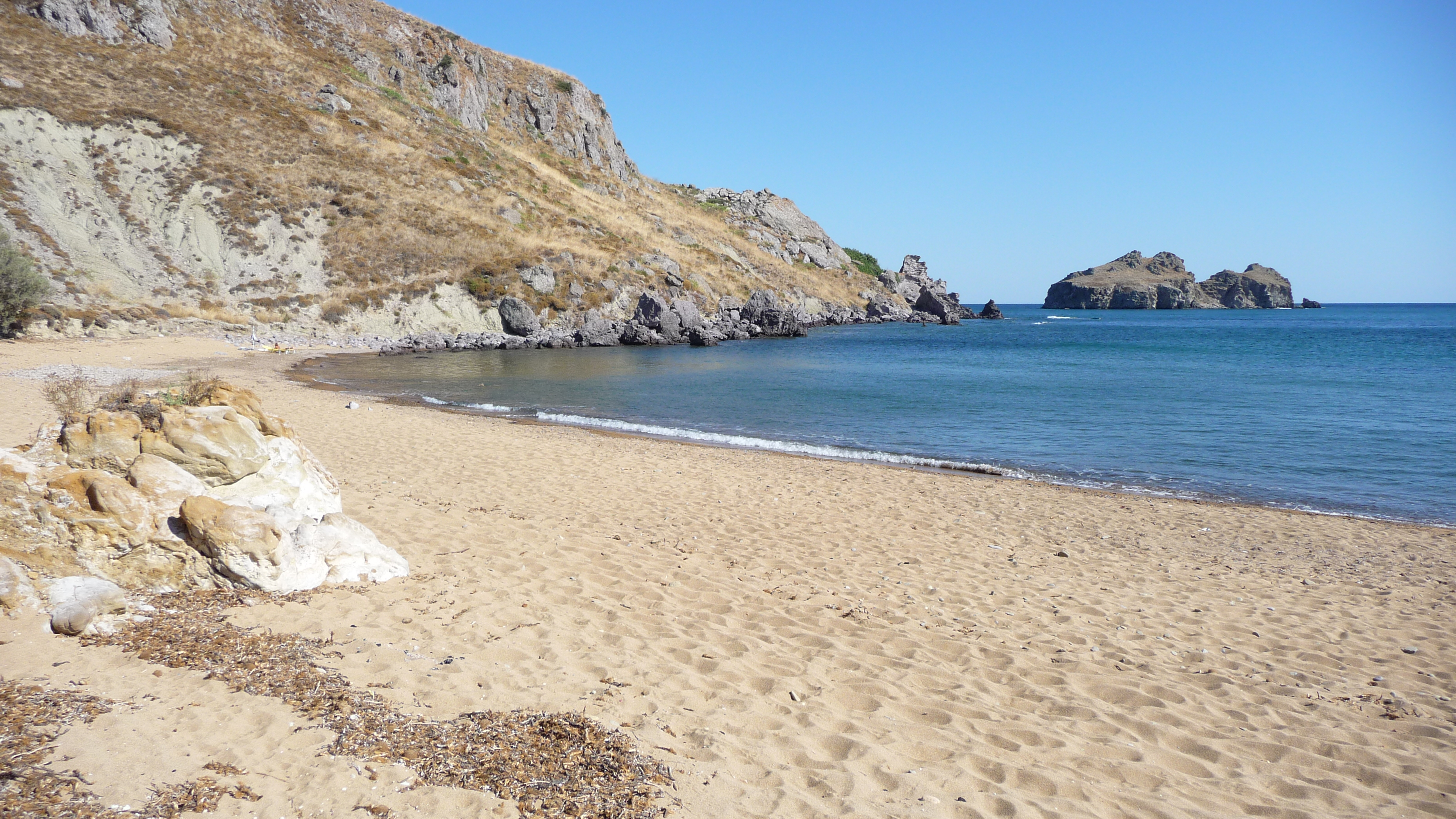
Ropalos
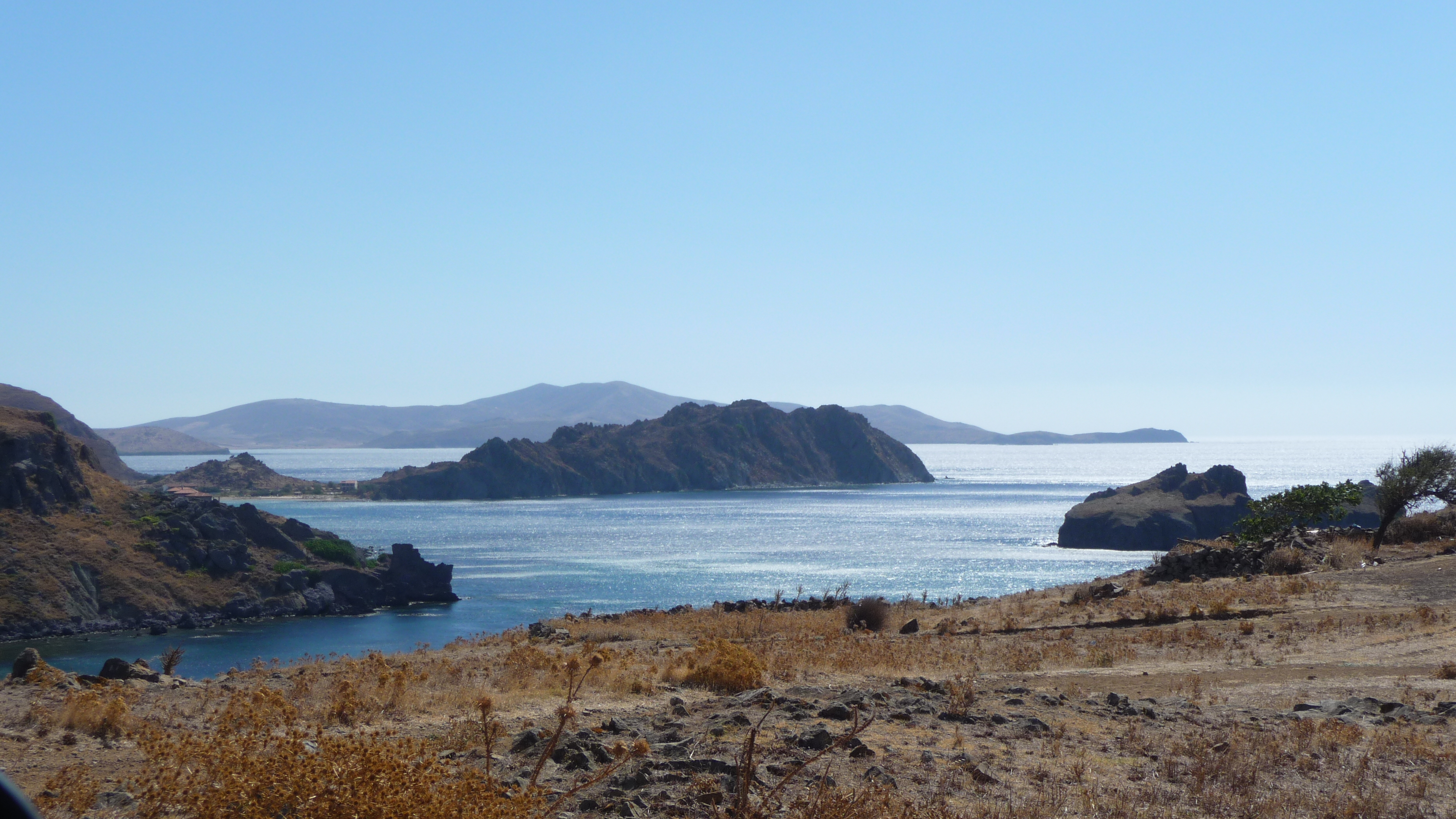
Ropalos
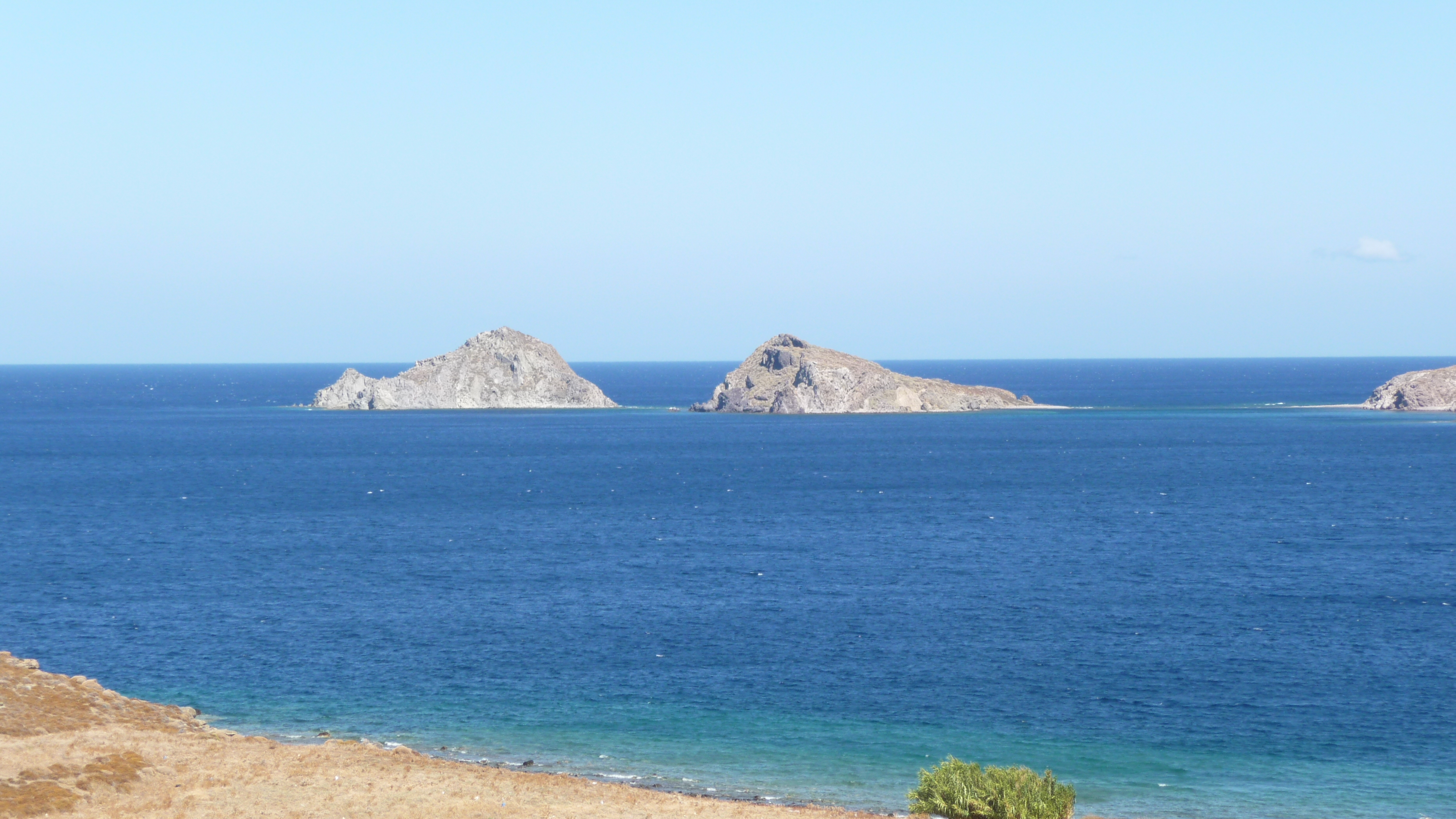
Tigani
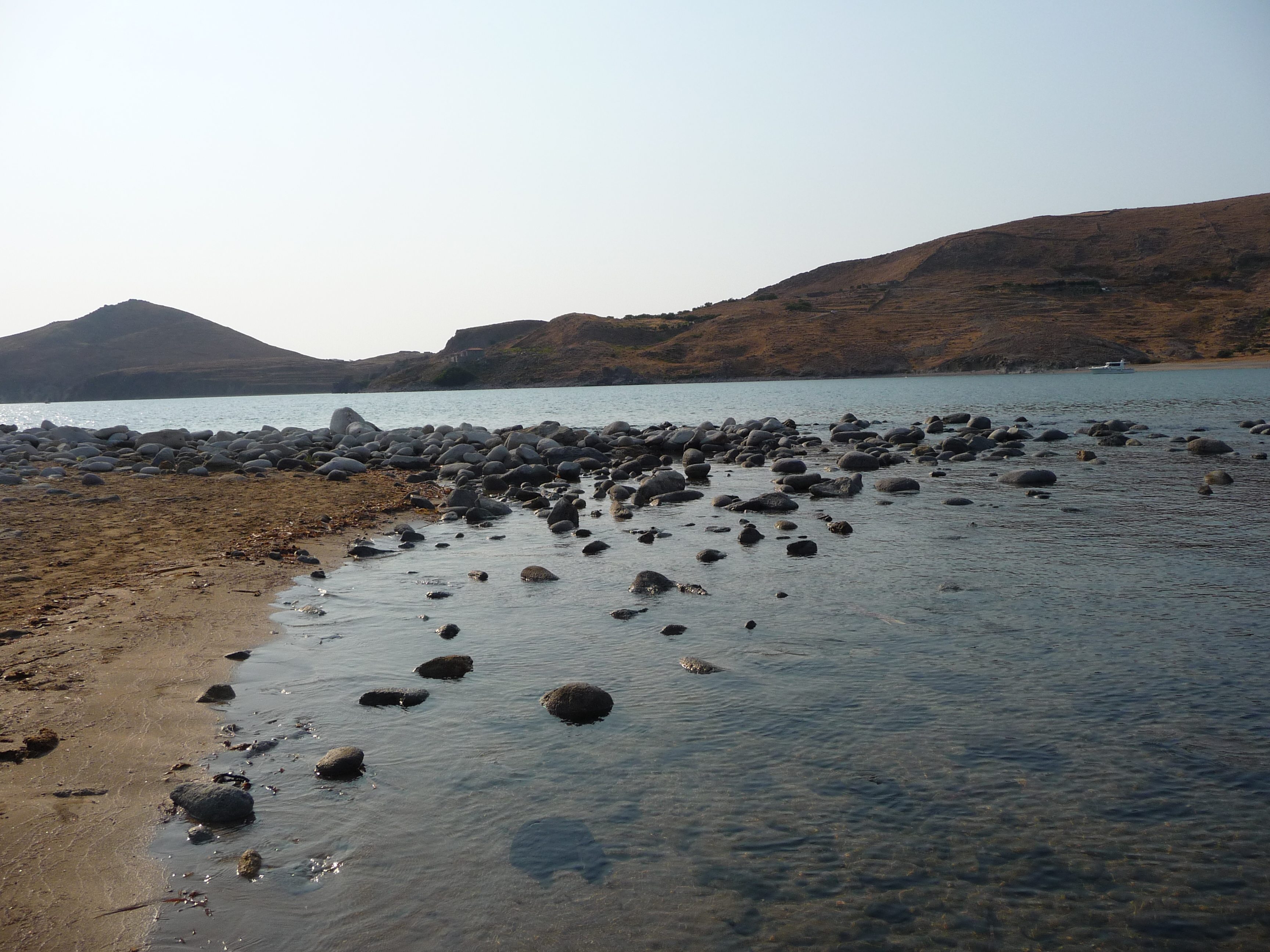
Zematas

### Fonti
- Erodoto, Storie, Libro VI
- Apollonio Rodio, Le Argonautiche
- Igino, Fabulae
- Pseudo-Apollodoro, Libro I
- Omero, Iliade
- Sofocle, Frammenti

### Moderna
- Robert Graves, I miti greci
- Angela Cerinotti, Miti greci e di Roma antica"
- Anna Ferrari, Dizionario di mitologia ISBN 88-02-07481-X